# 集安鸭绿江国境铁路大桥
集安鸭绿江国境铁路大桥是一座单轨铁路桥，横跨鸭绿江，连接中国城镇集安市市郊，位于吉林省与朝鲜慈江道满浦市的交界。桥长589.23米，高16米。
位于上游的新集安鸭绿江边境公路大桥于2019年4月建成通车。

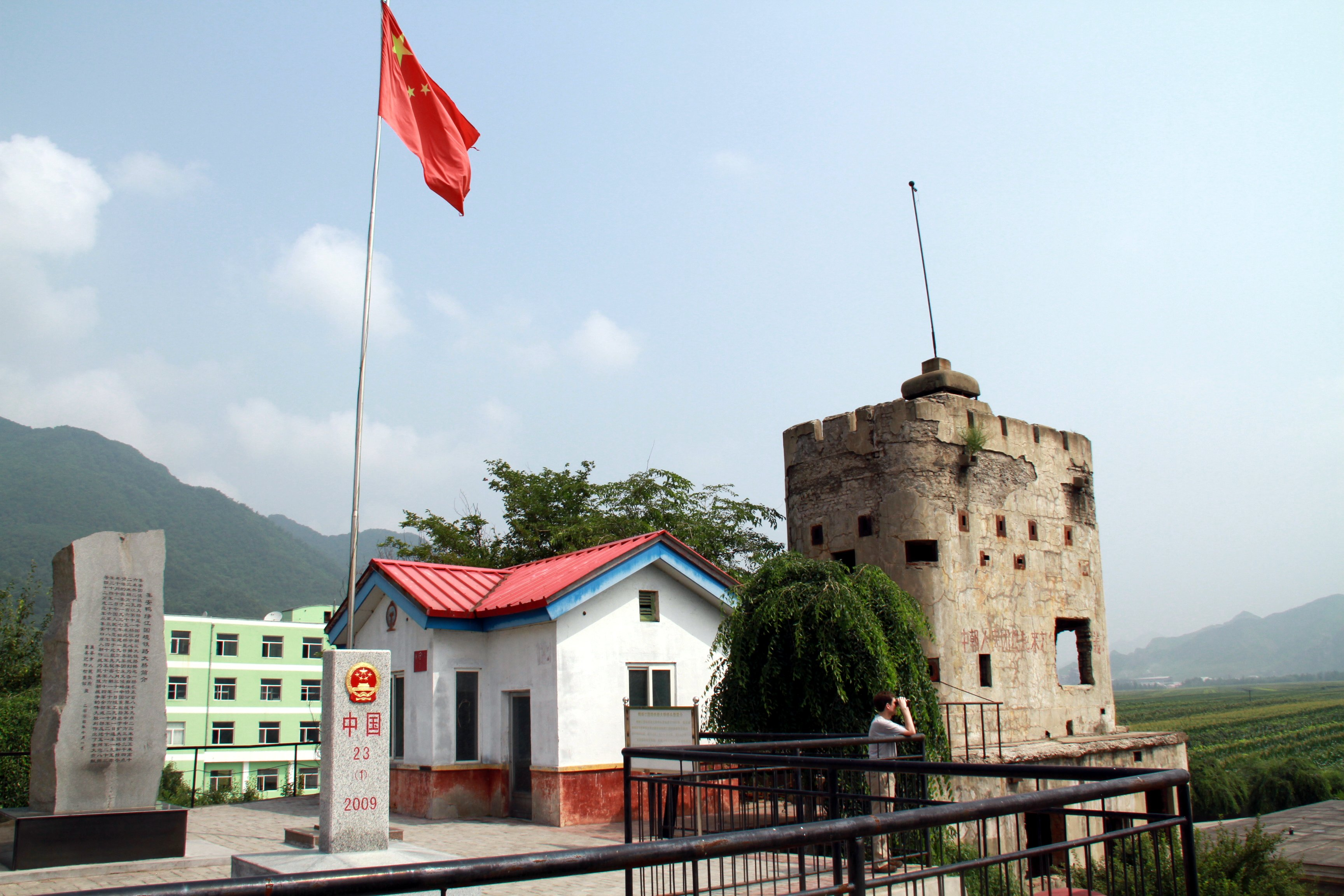
桥上的中国边防哨所

## 历史

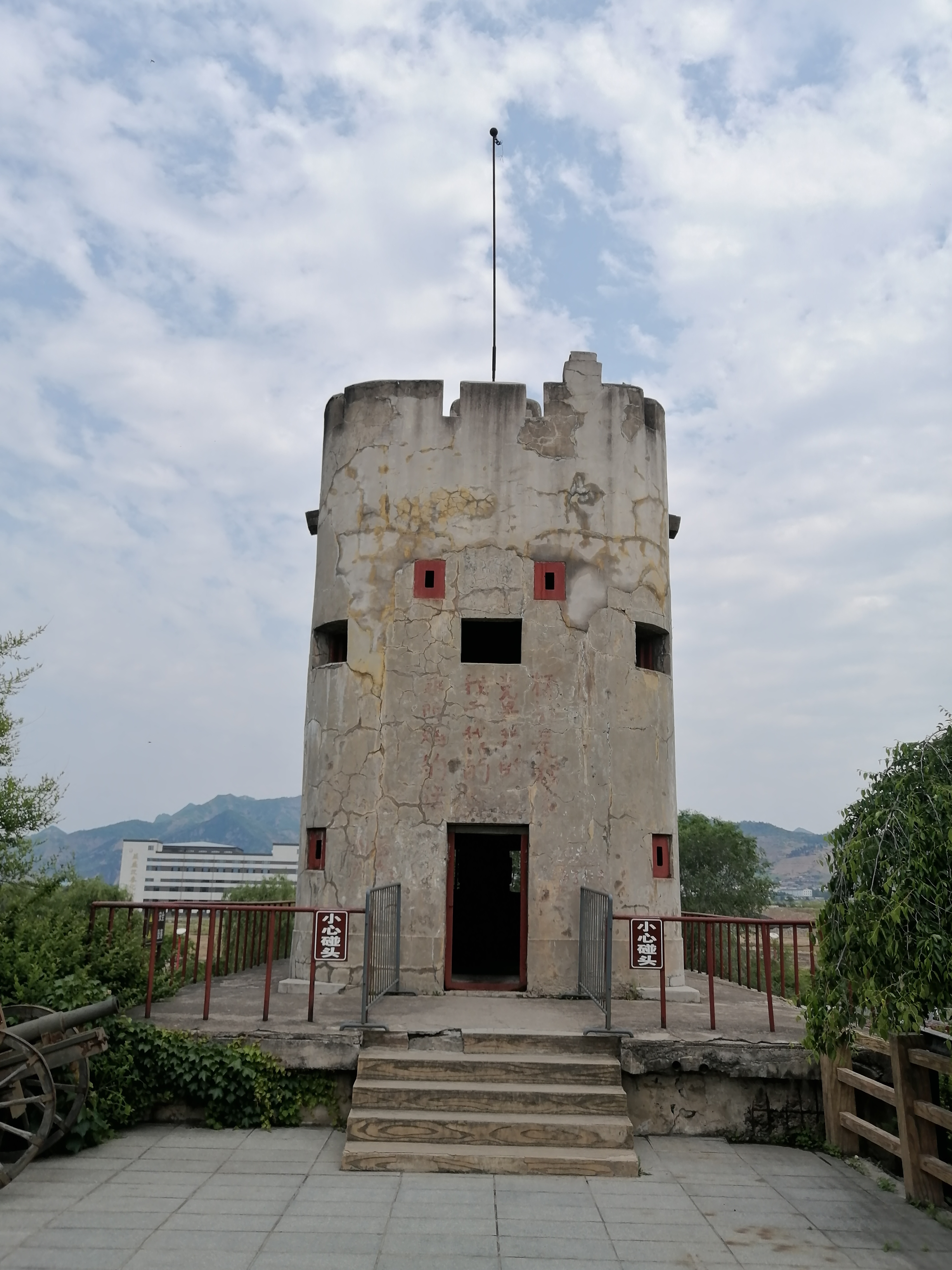
下解放橋頭堡在韓戰期間使用

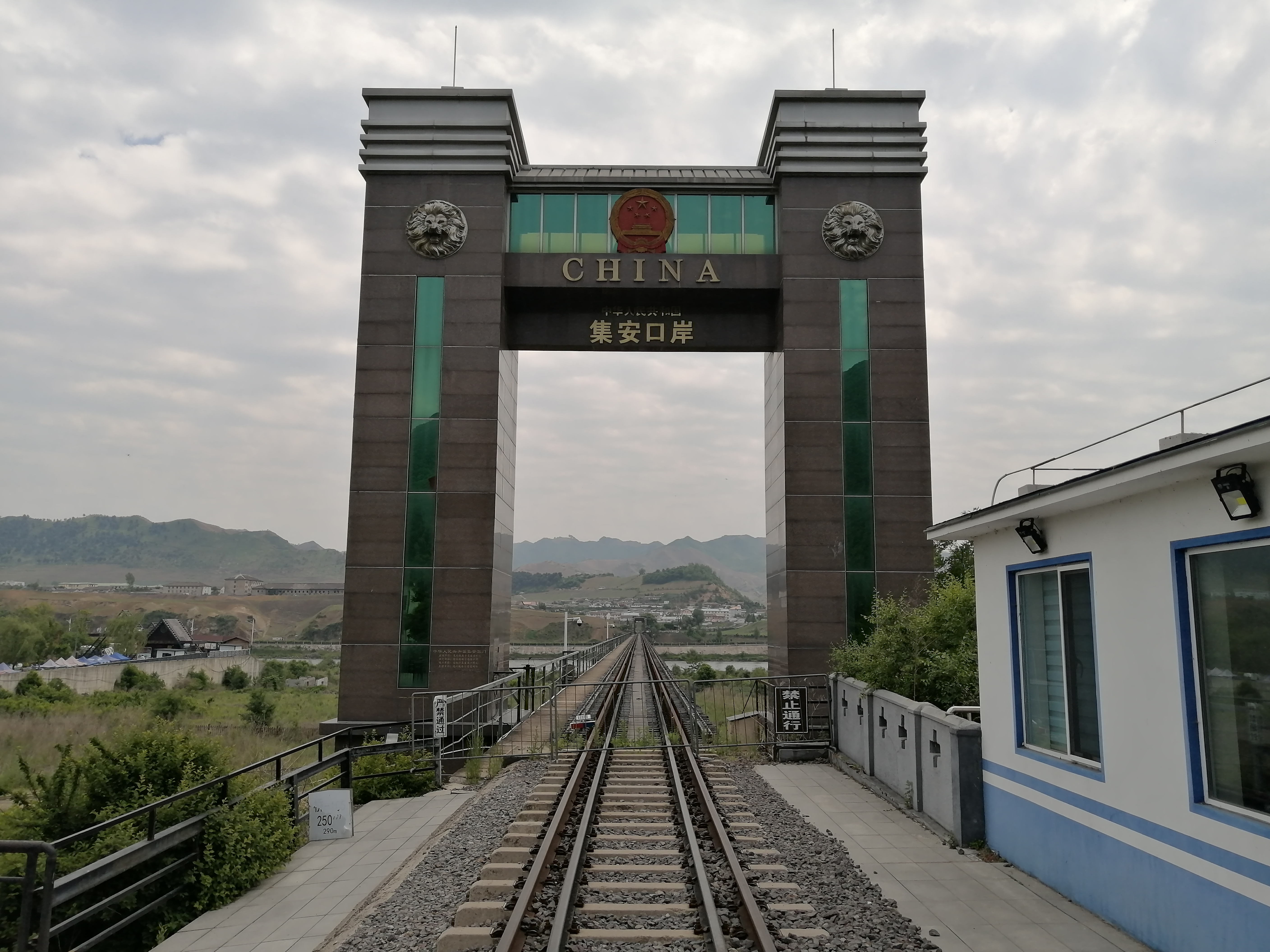
集安鴨綠江國境鐵路大橋穿過集安口岸

这座桥由日本于1937年至1939年7月31日期间建造，連接當時的日治朝鮮和滿洲國之間。1939年9月1日，满洲国总理大臣张景惠率部分官员及通化省公署、辑安县公署和铁路沿线保长，在辑安鸭绿江大桥上举行了通车典礼仪式。
1946年10月，国军占领通化，梅集铁路鸭园至辑安之间的大桥、隧道成为破坏重点。1947年5月通化解放后，1947年11月底，铁路局由临江迁回通化，成立“梅辑铁路立功委员会”，设立抢修工程处，到1948年1月底完成铁路全线抢修工作。
1950年朝鲜战争爆发后，该桥成为抗美援朝军需物资运输的主动脉。1950年10月27日，20余架美军飞机轰炸大桥，致使两座桥墩钢架受损严重，第18孔桥节点位移，铁路交通运输被迫中断。工程部队、铁路抢修队、当地民工700余人冒着严寒抢修3个昼夜恢复通车。1950年11月9日至12月5日，美军对辑安发动集中轰炸，辑安铁路大桥多处受损；辑安县政府负责刀茅沟第2道铁路预备桥引路建设任务，铁道兵负责建设主桥。1951年3月末抗美援朝战争进入极端残酷的阶段。辑安铁路大桥作为通往朝鲜的主动脉，3.1万名铁道兵、铁路工人、战勤民工及时抢修鸭绿江大桥及朝方一侧铁路。战争期间共有42万志愿军和17.2万担架队员从此入朝，运送伤员回国18.2万人，接送朝鲜难童及陪护人员8000余人。
1984年开始对经批准的少数人开放。1988年被列入旅游景点。
2004年中方在鸭绿江桥头修建国门1座。国门高16米、宽8米。
鸭绿江大桥和碉堡已列入“爱国主义教育基地”。

## 关连项目
- 中朝友谊桥和中朝鸭绿江界河公路大桥（丹东）
- 临江鸭绿江大桥
- 长惠国际大桥
- 图们国境大桥 (图们市)
- 图们江大桥 (珲春)